# سيزار تشافيز (تكساس)
سيزار تشافيز (بالإنجليزية: Cesar Chavez CDP, Texas)‏ هي منطقة سكنية تقع بولاية تكساس في الولايات المتحدة. تبلغ مساحتها 8.3 كم2، وترتفع عن سطح البحر 26 م، بلغ عدد سكانها 1,929 نسمة في عام 2010 حسب إحصاء مكتب تعداد الولايات المتحدة وتصل الكثافة السكانية فيها 232.4 نسمة لكل كيلومتر مربع (601.9/ميل2).

## التركيبة السكانية
حدّد مكتب تعداد الولايات المتحدة بيانات التركيبة السكانية لسيزار تشافيز في تعداد الولايات المتحدة. في ما يلي، التركيبة السكانية حسب تعدادي 2000 و2010.

### تعداد عام 2000
بلغ عدد سكان سيزار تشافيز 1,469 نسمة بحسب تعداد عام 2000، وبلغ عدد الأسر 445 أسرة وعدد العائلات 372 عائلة مقيمة في المنطقة السكنية. في حين سجلت الكثافة السكانية 177 نسمة لكل كيلومتر مربع (458.4/ميل2). وبلغ عدد الوحدات السكنية 793 وحدة بمتوسط كثافة قدره 95.5 لكل كيلومتر مربع (247.3/ميل2).
وتوزع التركيب العرقي للمنطقة السكنية بنسبة 77.67% من البيض و0.07% من الأمريكيين الأصليين و20.15% من الأعراق الأخرى و2.11% من عرقين مختلطين أو أكثر و81.55% من الهسبانيون أو اللاتينيون من أي عرق.
بلغ عدد الأسر 445 أسرة كانت نسبة 45.8% منها لديها أطفال تحت سن الثامنة عشر تعيش معهم، وبلغت نسبة الأزواج القاطنين مع بعضهم البعض 66.5% من أصل المجموع الكلي للأسر، ونسبة 12.8% من الأسر كان لديها معيلات من الإناث دون وجود شريك،  بينما كانت نسبة 4.3% من الأسر لديها معيلون من الذكور دون وجود شريكة وكانت نسبة 16.4% من غير العائلات. تألفت نسبة 14.4% من أصل جميع الأسر من عدة أفراد يعيشون في نفس المنزل ونسبة 9.9% كانت تتألف من شخص يعيش بمفرده يبلغ من العمر 65 عاماً أو أكثر. وبلغ متوسط حجم الأسرة المعيشية 3.30، أما متوسط حجم العائلات فبلغ 3.65.
بلغ العمر الوسطي للسكان 31.6 عاماً. وكانت نسبة 33.2% من القاطنين تحت سن الثامنة عشر، وكانت نسبة 9.1% بين الثامنة عشر والرابعة والعشرين عاماً، ونسبة 23.6% كانت واقعةً في الفئة العمرية ما بين الخامسة والعشرين والرابعة والأربعين عاماً، ونسبة 16.3% كانت ما بين الخامسة والأربعين والرابعة والستين، ونسبة 17.8% كانت ضمن فئة الخامسة والستين عاماً فما فوق. يوجد لكل 100 أنثى 91.9 ذكر، ويوجد لكل 100 أنثى في الثامنة عشر من عمرها فما فوق 87.9 ذكر.
بلغ متوسط دخل الأسرة في المنطقة السكنية 20,491 دولارًا، أما متوسط دخل العائلة فبلغ 23,088 دولارًا. وكان متوسط دخل الذكور 19,063 دولارًا مقابل 25,789 دولارًا للإناث. وسجل دخل الفرد الخاص بالمنطقة السكنية 9,432 دولارًا. وكانت نسبة 26.9% من العائلات ونسبة 31.5% من السكان تحت خط الفقر، وكان من هؤلاء نسبة 56.8% تحت سن الثامنة عشر ونسبة 10.2% في الخامسة والستين من العمر وما فوق.

### تعداد عام 2010
بلغ عدد سكان سيزار تشافيز 1,929 نسمة بحسب تعداد عام 2010، وبلغ عدد الأسر 528 أسرة وعدد العائلات 438 عائلة مقيمة في المنطقة السكنية. في حين سجلت الكثافة السكانية 232.4 نسمة لكل كيلومتر مربع (601.9/ميل2). وبلغ عدد الوحدات السكنية 677 وحدة بمتوسط كثافة قدره 81.6 لكل كيلومتر مربع (211.3/ميل2).
وتوزع التركيب العرقي للمنطقة السكنية بنسبة 89.01% من البيض و0.26% من الأمريكيين الأفارقة و0.36% من الأمريكيين الأصليين و8.97% من الأعراق الأخرى و1.40% من عرقين مختلطين أو أكثر و93.93% من الهسبانيون أو اللاتينيون من أي عرق.
بلغ عدد الأسر 528 أسرة كانت نسبة 55.3% منها لديها أطفال تحت سن الثامنة عشر تعيش معهم، وبلغت نسبة الأزواج القاطنين مع بعضهم البعض 59.5% من أصل المجموع الكلي للأسر، ونسبة 15.2% من الأسر كان لديها معيلات من الإناث دون وجود شريك،  بينما كانت نسبة 8.3% من الأسر لديها معيلون من الذكور دون وجود شريكة وكانت نسبة 17% من غير العائلات. تألفت نسبة 12.9% من أصل جميع الأسر من عدة أفراد يعيشون في نفس المنزل ونسبة 5.7% كانت تتألف من شخص يعيش بمفرده يبلغ من العمر 65 عاماً أو أكثر. وبلغ متوسط حجم الأسرة المعيشية 3.65، أما متوسط حجم العائلات فبلغ 4.02.
بلغ العمر الوسطي للسكان 26.8 عاماً. وكانت نسبة 36.5% من القاطنين تحت سن الثامنة عشر، وكانت نسبة 10.4% بين الثامنة عشر والرابعة والعشرين عاماً، ونسبة 28.4% كانت واقعةً في الفئة العمرية ما بين الخامسة والعشرين والرابعة والأربعين عاماً، ونسبة 17.2% كانت ما بين الخامسة والأربعين والرابعة والستين، ونسبة 7.5% كانت ضمن فئة الخامسة والستين عاماً فما فوق. وتوزع التركيب الجنسي للسكان بنسبة 49.7% ذكور و50.3% إناث.